# Pablo Vierci
Pablo Vierci (Montevideo, 7 de juliol de 1950) és un escriptor, periodista i guionistauruguaià.
Ha escrit 12 llibres, a més de guions per a documentals i llargmetratges. Va obtenir el segon Premi Nacional de Literatura de l'Uruguai en 1987 i 2004.
El seu primer llibre Los tramoyistas va ser publicat en 1979 i es va traduir al portuguès i anglès, i va ser reeditat l'any 2000.
Juan Antonio Bayona va rodar per a Netflix una pel·lícula homònima basada en el seu llibre La sociedad de la nieve. El llibre s'ha traduït al català en versió de Maria Llopis Freixas i la pel·lícula s'ha subtitulat en català, i es pot veure amb els subtítols a Netflix.

## Llibres
- 1979, Los tramoyistas
- 1984, Pequeña historia de una mujer
- 1987, Detrás de los árboles
- 2004, 99% asesinado
- 2009, La sociedad de la nieve (ISBN 978-0307392817)
  - 2022, La societat de la neu, traducció de Maria Llopis Freixas (Alrevés Editorial) ISBN 978-84-18584-75-6
- 2010, De Marx a Obama (ISBN 978-6074298802)
- 2011, Artigas - La Redota[9]
- 2012, El desertor (ISBN 978-9500744300)
- 2014, Ellas 5[10]
- 2016, Tenía que sobrevivir (amb Roberto Canessa) (ISBN 978-1476765471)
- 2018, El fin de la inocencia[11]
- 2021, La redención de Pascasio Báez[12] (ISBN 978-9915664217)

## Premis
- 1987, segon Premi Nacional de Literatura de l’Uruguai.[4]
- 2003, guanyador Premi Citigroup Excel·lència Periodística de la Universitat de Colúmbia de Nova York.[13]
- 2004, segon Premi Nacional de Literatura de l’Uruguai.[4]
- 2009, Premi Libro de Oro de la Cámara Uruguaya del Libro.[14]